# Rocca San Felice
Rocca San Felice är en ort och kommun i provinsen Avellino i regionen Kampanien i Italien. Kommunen hade 835 invånare (2017).